# Meridià 2 a l'oest
El meridià 2 a l'oest de Greenwich és una línia de longitud que s'estén des del pol Nord travessant l'oceà Àrtic, Europa, l'oceà Atlàntic, Àfrica, l'oceà Antàrtic, i l'Antàrtida fins al pol Sud.
El meridià 2 a l'oest forma un cercle màxim amb el meridià 178 a l'est. Com tots els altres meridians, la seva longitud correspon a una semicircumferència terrestre, uns 20.003,932 km. Al nivell de l'Equador, és a una distància del meridià de Greenwich de 223 km.
L'Ordnance Survey National Grid britànic usa el punt 49° N, 2° O / 49°N,2°O com el seu veritable origen.

## De Pol a Pol
Començant en el pol Nord i dirigint-se cap al pol Sud, aquest meridià travessa:
| Coordenades                           | País, territori o mar | Notes |
| ------------------------------------- | --------------------- | --- |
| 90° 0′ N, 2° 0′ O / 90.000°N,2.000°O  | Oceà Àrtic            | |
| 81° 45′ N, 2° 0′ O / 81.750°N,2.000°O | Oceà Atlàntic         | Passa a l'est de l'illa de Foula, Escòcia, Regne Unit (a 60° 8′ N, 2° 3′ O / 60.133°N,2.050°O)                                                                                |
| 59° 33′ N, 2° 0′ O / 59.550°N,2.000°O | Mar del Nord          | |
| 57° 41′ N, 2° 0′ O / 57.683°N,2.000°O | Regne Unit            | Escòcia |
| 57° 18′ N, 2° 0′ O / 57.300°N,2.000°O | Mar del Nord          | Passa a l'est d'Aberdeen, Escòcia, Regne Unit (a 25° 8′ N, 2° 5′ O / 25.133°N,2.083°O)                                                                                        |
| 55° 46′ N, 2° 0′ O / 55.767°N,2.000°O | Regne Unit            | Anglaterra — passa a través de Berwick-upon-Tweed (a 55° 46′ N, 2° 0′ O / 55.767°N,2.000°O) i a l'oest de Birmingham (a 52° 40′ N, 2° 0′ O / 52.667°N,2.000°O)                |
| 50° 36′ N, 2° 0′ O / 50.600°N,2.000°O | Canal de la Mànega    | Passa a l'oest de la península de Cotentin, França (at 49° 42′ N, 1° 57′ O / 49.700°N,1.950°O) · Passa a l'est de l'illa de Jersey (at 49° 12′ N, 2° 1′ O / 49.200°N,2.017°O) |
| 48° 40′ N, 2° 0′ O / 48.667°N,2.000°O | França                | |
| 46° 44′ N, 2° 0′ O / 46.733°N,2.000°O | Oceà Atlàntic         | Golf de Biscaia |
| 43° 19′ N, 2° 0′ O / 43.317°N,2.000°O | Espanya               | Passa a l'oest de Sant Sebastià (a 43° 19′ N, 1° 59′ O / 43.317°N,1.983°O) |
| 36° 51′ N, 2° 0′ O / 36.850°N,2.000°O | Mar Mediterrània      | Mar d'Alboran |
| 35° 5′ N, 2° 0′ O / 35.083°N,2.000°O  | Algèria               | |
| 34° 56′ N, 2° 0′ O / 34.933°N,2.000°O | Marroc                | |
| 32° 9′ N, 2° 0′ O / 32.150°N,2.000°O  | Algèria               | |
| 23° 12′ N, 2° 0′ O / 23.200°N,2.000°O | Mali                  | |
| 14° 35′ N, 2° 0′ O / 14.583°N,2.000°O | Burkina Faso          | |
| 10° 59′ N, 2° 0′ O / 10.983°N,2.000°O | Ghana                 | |
| 4° 45′ N, 2° 0′ O / 4.750°N,2.000°O   | Oceà Atlàntic         | |
| 60° 0′ S, 2° 0′ O / 60.000°S,2.000°O  | Oceà Antàrtic         | |
| 69° 53′ S, 2° 0′ O / 69.883°S,2.000°O | Antàrtida             | Terra de la Reina Maud — reclamada per Noruega |